# Siezbüttel
Siezbüttel ist ein Ortsteil der Gemeinde Schenefeld im Kreis Steinburg in Schleswig-Holstein. Zur Ortsnamenendung siehe -büttel. Bis zum 1. Januar 2013 war Siezbüttel eine eigenständige Gemeinde im Amt Schenefeld.

## Geografie und Verkehr
Siezbüttel liegt direkt westlich von Schenefeld und etwa 14 km nördlich von Itzehoe zwischen der Bundesautobahn 23 und der Grünen Küstenstraße. Auf dem Ortsgebiet liegt der Mühlenteich; südlich des Ortes fließt der Steenfurthsbach.
Auf Grundlage der Volkszählung vom 25. Mai 1987 wurde für die frühere Gemeinde zum Stand 31. Dezember 2011 eine Bevölkerung von 60 fortgeschrieben. Der Zensus 2011 (Stichtag 9. Mai 2011) stellte 64 Einwohner fest, was auch der Wert für die Fortschreibung zum 31. Dezember 2011 auf der neuen Basis ist.

## Wappen
Blasonierung: „Durch einen breiten silbernen Balken in oben Blau und unten Grün schrägrechts geteilt. Darauf ein frontal gestellter silberner, im Bereich des silbernen Balkens roter Ochsenkopf.“
Das Dorf liegt am historischen Ochsenweg. Der Ochsenkopf sowie der schräg durch das Wappen verlaufende silberne Balken verweisen darauf. Besondere Bedeutung kommt dem Mühlenteich zu, der früher dem Mühlenbetrieb diente und heute als Badesee genutzt wird. Das Blau soll dieses für die Gemeinde bedeutsame Gewässer symbolisieren. Das Grün bezieht sich auf die landwirtschaftlich genutzten Wiesen- und Weideflächen, die das Landschaftsbild um die Gemeinde Siezbüttel prägen.

## Bilder

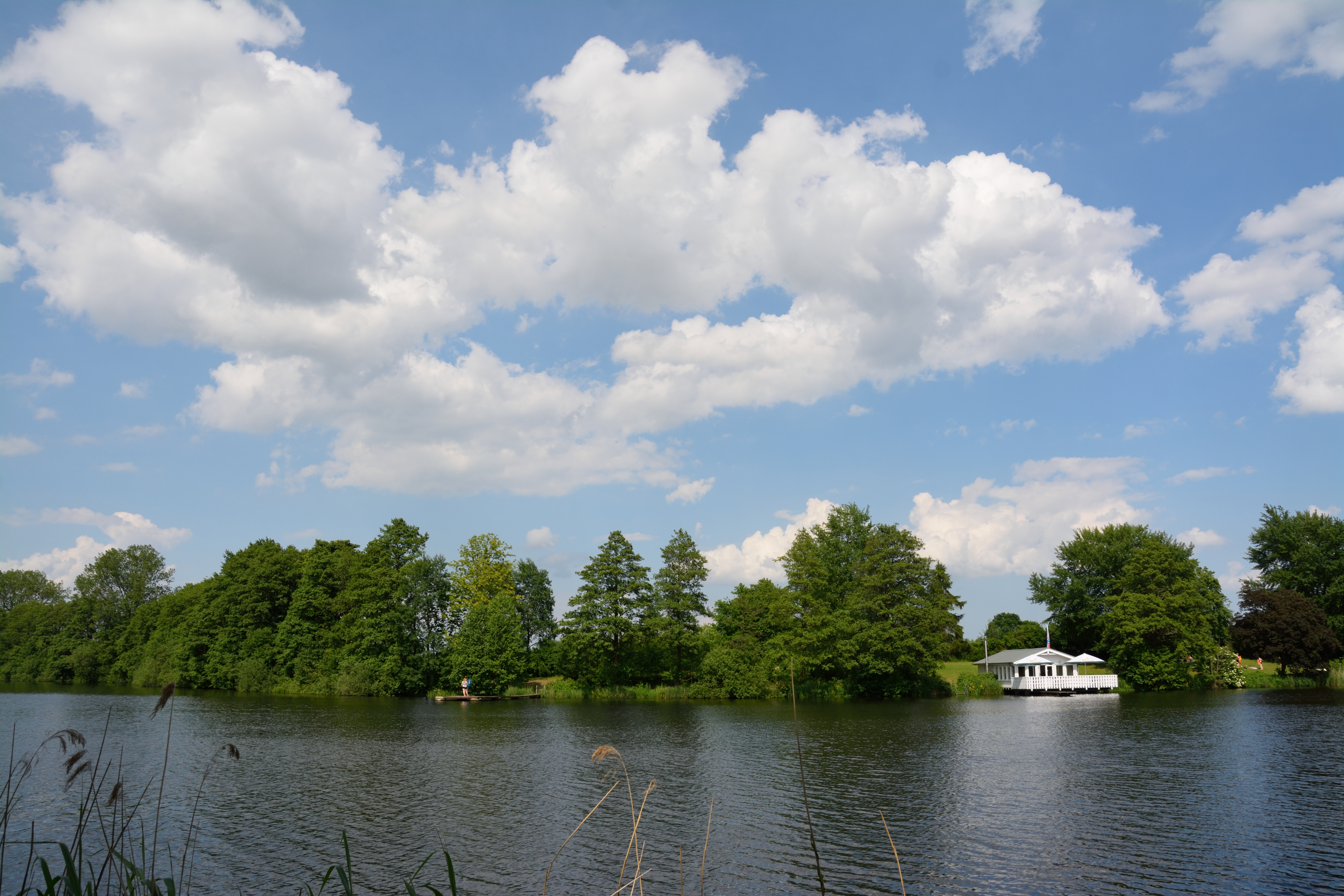
Der Mühlenteich mit dem Luisenbad
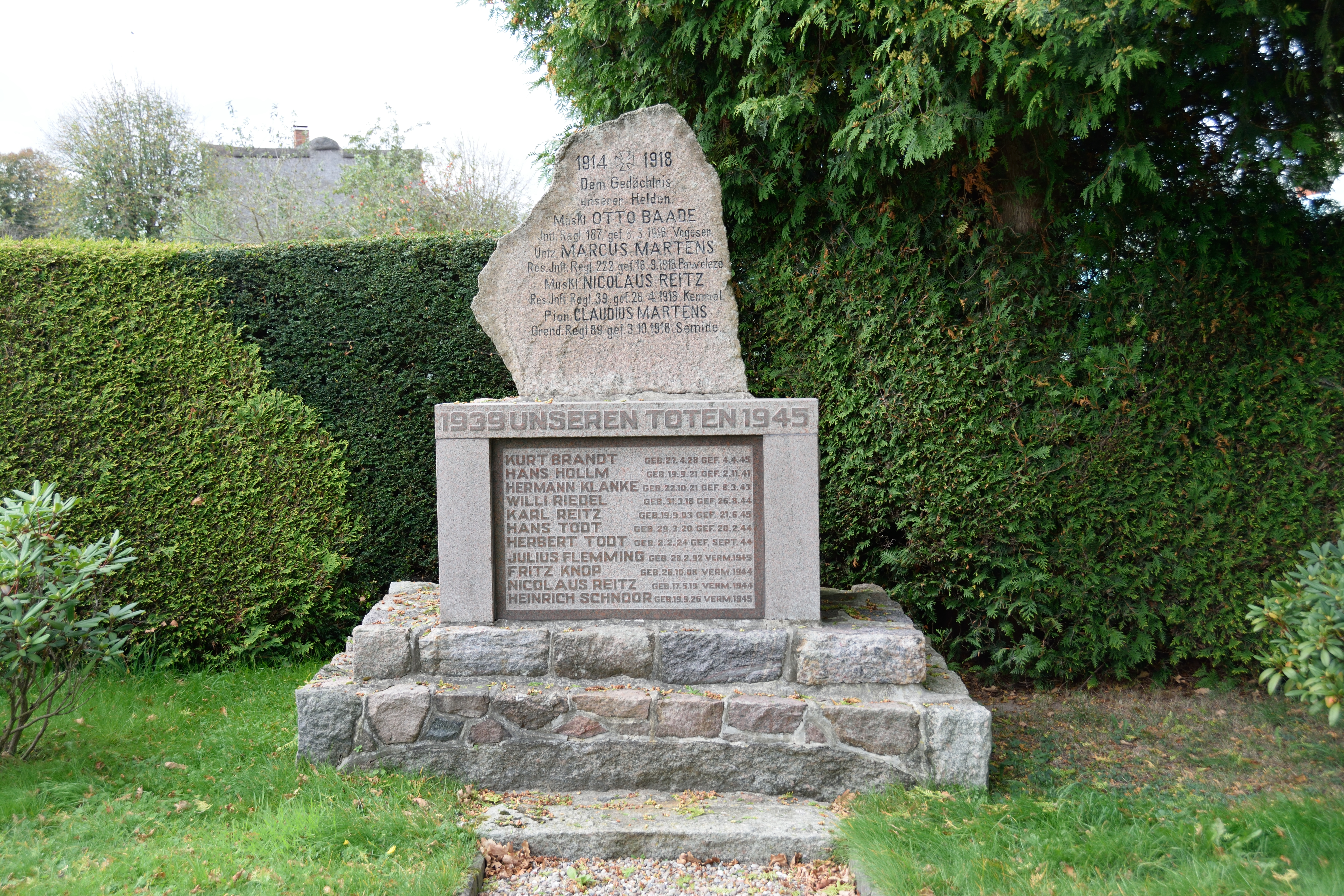
Das Ehrenmal in Siezbüttel
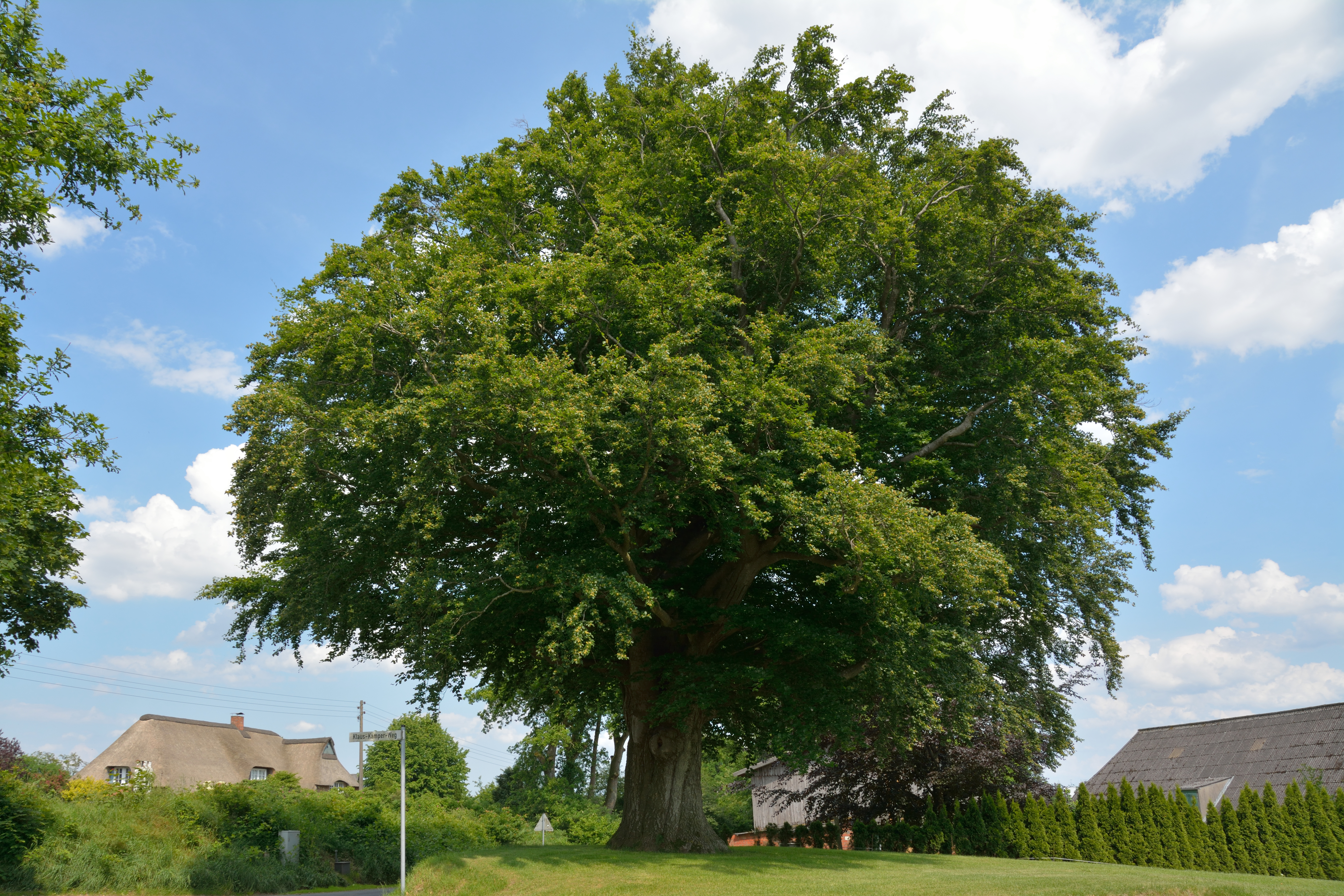
Ein Naturdenkmal in Siezbüttel